# Campionato mondiale di motocross 2000
Il campionato mondiale di motocross del 2000, fu la quarantaquattresima edizione, si è disputato su 16 prove dal 19 marzo al 3 settembre 2000.
Al termine della stagione il belga Joël Smets si è aggiudicato il titolo per la classe 500cc, il francese Frédéric Bolley si è aggiudicato la 250cc e il sudafricano Grant Langston ha conquistato la classe 125cc.

## 500 cc

### Calendario
| Prova | Data        | Gran Premio                  | Località             | Vincitore gara 1 | Vincitore gara 2 | Vincitore GP     |
| ----- | ----------- | ---------------------------- | -------------------- | ---------------- | ---------------- | ---------------- |
| 1     | 19 marzo    | Gran Premio d'Australia      | Broadford            | Joël Smets       | Joël Smets       | Joël Smets       |
| 2     | 2 aprile    | Gran Premio d'Italia         | Castiglione del Lago | Marnicq Bervoets | Joël Smets       | Joël Smets       |
| 3     | 9 aprile    | Gran Premio dei Paesi Bassi  | Valkenswaard         | Joël Smets       | Marnicq Bervoets | Marnicq Bervoets |
| 4     | 23 aprile   | Gran Premio di Spagna        | Osuna                | Joël Smets       | Joël Smets       | Joël Smets       |
| 5     | 14 maggio   | Gran Premio d'Austria        | Schwanenstadt        | Marnicq Bervoets | Peter Johansson  | Peter Johansson  |
| 6     | 4 giugno    | Gran Premio d'Europa         | Spa-Francorchamps    | Joël Smets       | Joël Smets       | Joël Smets       |
| 7     | 11 giugno   | Gran Premio di Svezia        | Tibro                | Peter Johansson  | Joël Smets       | Joël Smets       |
| 8     | 25 giugno   | Gran Premio di Francia       | Iffendic             | Joël Smets       | Joël Smets       | Joël Smets       |
| 9     | 2 luglio    | Gran Premio del Belgio       | Kester               | Joël Smets       | Joël Smets       | Joël Smets       |
| 10    | 9 luglio    | Gran Premio di Gran Bretagna | Culham               | Joël Smets       | Joël Smets       | Joël Smets       |
| 11    | 16 luglio   | Gran Premio di Germania      | Fürstlich Drehna     | Joël Smets       | Joël Smets       | Joël Smets       |
| 12    | 30 luglio   | Gran Premio del Belgio       | Grobbendonk          | Joël Smets       | Joël Smets       | Joël Smets       |
| 13    | 5 agosto    | Gran Premio del Belgio       | Namur                | Joël Smets       | Joël Smets       | Joël Smets       |
| 14    | 13 agosto   | Gran Premio del Lussemburgo  | Folkendange          | Marnicq Bervoets | Joël Smets       | Joël Smets       |
| 15    | 27 agosto   | Gran Premio dei Paesi Bassi  | Halle                | Joël Smets       | Joël Smets       | Joël Smets       |
| 16    | 3 settembre | Gran Premio di Svizzera      | Roggenburg           | Joël Smets       | Joël Smets       | Marnicq Bervoets |

### Classifica finale piloti
| Pos. | Pilota             | Moto      | Punti |
| ---- | ------------------ | --------- | ----- |
| 1    | Joël Smets         | KTM       | 583   |
| 2    | Marnicq Bervoets   | Yamaha    | 432   |
| 3    | Peter Johansson    | KTM       | 397   |
| 4    | Andrea Bartolini   | Yamaha    | 369   |
| 5    | Darryl King        | Husqvarna | 277   |
| 6    | Miska Aaltonen     | Husqvarna | 201   |
| 7    | Joakim Karlsson    | Honda     | 177   |
| 8    | Gert-Jan Van Doorn | VOR       | 150   |
| 9    | Massimo Bartolini  | Yamaha    | 134   |
| 10   | Erwin Machtlinger  | Honda     | 131   |

## 250 cc

### Calendario
| Prova | Data        | Gran Premio                       | Località             | Vincitore gara 1 | Vincitore gara 2 | Vincitore GP     |
| ----- | ----------- | --------------------------------- | -------------------- | ---------------- | ---------------- | ---------------- |
| 1     | 19 marzo    | Gran Premio di Spagna             | Talavera de la Reina | Gordon Crockard  | Ryan Hughes      | Gordon Crockard  |
| 2     | 26 marzo    | Gran Premio del Portogallo        | Águeda               | Mickaël Pichon   | Mickaël Pichon   | Mickaël Pichon   |
| 3     | 9 aprile    | Gran Premio dei Paesi Bassi       | Valkenswaard         | Frédéric Bolley  | Mickaël Pichon   | Frédéric Bolley  |
| 4     | 30 aprile   | Gran Premio d'Italia              | Mantova              | Mickaël Pichon   | Mickaël Pichon   | Mickaël Pichon   |
| 5     | 14 maggio   | Gran Premio della Repubblica Ceca | Loket                | Frédéric Bolley  | Mickaël Pichon   | Mickaël Pichon   |
| 6     | 4 giugno    | Gran Premio d'Europa              | Spa-Francorchamps    | Pit Beirer       | Frédéric Bolley  | Frédéric Bolley  |
| 7     | 12 giugno   | Gran Premio di Francia            | Brou                 | Mickaël Pichon   | Frédéric Bolley  | Frédéric Bolley  |
| 8     | 25 giugno   | Gran Premio di Slovacchia         | Lučenec              | Pit Beirer       | Claudio Federici | Claudio Federici |
| 9     | 2 luglio    | Gran Premio del Belgio            | Kester               | Frédéric Bolley  | Frédéric Bolley  | Frédéric Bolley  |
| 10    | 16 luglio   | Gran Premio del Brasile           | Belo Horizonte       | Mickaël Maschio  | Frédéric Bolley  | Yves Demaria     |
| 11    | 30 luglio   | Gran Premio del Belgio            | Grobbendonk          | Mickaël Pichon   | Gordon Crockard  | Gordon Crockard  |
| 12    | 6 agosto    | Gran Premio del Belgio            | Namur                | Yves Demaria     | Yves Demaria     | Yves Demaria     |
| 13    | 13 agosto   | Gran Premio del Lussemburgo       | Folkendange          | Claudio Federici | Frédéric Bolley  | Frédéric Bolley  |
| 14    | 27 agosto   | Gran Premio di Germania           | Teutschenthal        | Frédéric Bolley  | Frédéric Bolley  | Frédéric Bolley  |
| 15    | 3 settembre | Gran Premio di Svizzera           | Roggenburg           | Yves Demaria     | Mickaël Maschio  | Pit Beirer       |

### Classifica finale piloti
| Pos. | Pilota           | Moto      | Punti |
| ---- | ---------------- | --------- | ----- |
| 1    | Frédéric Bolley  | Honda     | 421   |
| 2    | Mickaël Pichon   | Suzuki    | 367   |
| 3    | Pit Beirer       | Kawasaki  | 340   |
| 4    | Joshua Coppins   | Suzuki    | 334   |
| 5    | Claudio Federici | Yamaha    | 301   |
| 6    | Gordon Crockard  | Honda     | 297   |
| 7    | Yves Demaria     | Honda     | 260   |
| 8    | Paul Cooper      | Husqvarna | 249   |
| 9    | Mickaël Maschio  | Kawasaki  | 188   |
| 10   | Danny Theybers   | KTM       | 151   |

## 125 cc

### Calendario
| Prova | Data        | Gran Premio                  | Località            | Vincitore gara 1  | Vincitore gara 2  | Vincitore GP      |
| ----- | ----------- | ---------------------------- | ------------------- | ----------------- | ----------------- | ----------------- |
| 1     | 26 marzo    | Gran Premio di Spagna        | Bellpuig            | Thomas Traversini | Mike Brown        | James Dobb        |
| 2     | 2 aprile    | Gran Premio di Francia       | Plomion             | Carl Nunn         | Carl Nunn         | Carl Nunn         |
| 3     | 9 aprile    | Gran Premio dei Paesi Bassi  | Valkenswaard        | Grant Langston    | Grant Langston    | Grant Langston    |
| 4     | 30 aprile   | Gran Premio del Brasile      | Indaiatuba          | Mike Brown        | Luigi Seguy       | Luigi Seguy       |
| 5     | 14 maggio   | Gran Premio di Croazia       | Mladina             | Mike Brown        | Mike Brown        | Mike Brown        |
| 6     | 28 maggio   | Gran Premio di Gran Bretagna | Foxhill             | Kenneth Gundersen | James Dobb        | James Dobb        |
| 7     | 4 giugno    | Gran Premio d'Europa         | Spa-Francorchamps   | Grant Langston    | James Dobb        | Grant Langston    |
| 8     | 11 giugno   | Gran Premio di San Marino    | Borgo Maggiore      | Grant Langston    | Thomas Traversini | Thomas Traversini |
| 9     | 25 giugno   | Gran Premio d'Italia         | San Severino Marche | Grant Langston    | Thomas Traversini | Thomas Traversini |
| 10    | 2 luglio    | Gran Premio di Slovenia      | Orehova Vas         | Grant Langston    | Grant Langston    | Grant Langston    |
| 11    | 9 luglio    | Gran Premio d'Austria        | Launsdorf           | Grant Langston    | Grant Langston    | Grant Langston    |
| 12    | 30 luglio   | Gran Premio del Belgio       | Grobbendonk         | James Dobb        | Brian Jorgensen   | James Dobb        |
| 13    | 5 agosto    | Gran Premio dei Paesi Bassi  | Berghem             | Kenneth Gundersen | Grant Langston    | Grant Langston    |
| 14    | 13 agosto   | Gran Premio del Lussemburgo  | Folkendange         | Mike Brown        | Mike Brown        | Mike Brown        |
| 15    | 27 agosto   | Gran Premio di Finlandia     | Heinola             | Grant Langston    | Grant Langston    | Grant Langston    |
| 16    | 3 settembre | Gran Premio di Germania      | Gaildorf            | Mike Brown        | Mike Brown        | Mike Brown        |

### Classifica finale piloti
| Pos. | Pilota              | Moto      | Punti |
| ---- | ------------------- | --------- | ----- |
| 1    | Grant Langston      | KTM       | 493   |
| 2    | James Dobb          | KTM       | 419   |
| 3    | Mike Brown          | Honda     | 379   |
| 4    | Luigi Seguy         | Yamaha    | 282   |
| 5    | Patrick Caps        | KTM       | 271   |
| 6    | Thomas Traversini   | Husqvarna | 236   |
| 7    | Kenneth Gundersen   | KTM       | 205   |
| 8    | Trampas Parker      | TM        | 173   |
| 9    | Philippe Dupasquier | TM        | 172   |
| 10   | Carl Nunn           | Yamaha    | 155   |